# Anommatus osellai
Anommatus osellai is een keversoort uit de familie knotshoutkevers (Bothrideridae). De wetenschappelijke naam van de soort werd in 1974 gepubliceerd door Roberto Pace.